# Гимзово
Ги́мзово (болг. Гъмзово) — село у Видинській області Болгарії. Входить до складу общини Брегово.

## Населення
За даними перепису населення 2011 року у селі проживали 663 особи.
Національний склад населення села:
| Національність   | Кількість осіб | Відсоток |
| ---------------- | -------------- | -------- |
| болгари          | 608            | 92,1%    |
| цигани           | 22             | 3,3%     |
| турки            | 0              | 0%       |
| інша             | 20             | 3,0%     |
| не визначились   | 10             | 1,5%     |
| Всього відповіли | 660            |          |

Розподіл населення за віком у 2011 році:
Динаміка населення: